# Excelsior United Volume II: Seven bands, seven songs
Excelsior United Volume II: Seven bands, seven songs is een verzamelalbum van Excelsior Recordings uit 1997.

## Opnamen
Hoewel Excelsior Recordings in 1996 een vliegende start had gemaakt, had het label eind 1997 nog steeds maar zeven bands onder contract staan, waarvan er nog slechts 6 een album hadden uitgebracht. Toch bleef het belangrijk voor het label om zich in de kijker te spelen. In 1997 besloot het label om een gratis cd aan te bieden bij het blad Samson All Areas. Dit blad was een jaar eerder opgericht door Mojo Concerts en richtte zich op livemuziek op de Nederlandse muziekpodia.
Op 1 november 1997 verscheen het blad met de bijgevoegde verzamel-cd. Op het album, dat ditmaal van de zeven bands slechts één nummer bevatte, stonden drie nummers die ook al op de voorganger Excelsior United: Six bands, twelve songs, one label stonden. Van Benjamin B en Caesar werden de nieuwe singles voor The comford of replay en No rest for the alonely opgenomen. Ook van Daryll-Ann werd dit keer een, oude, single uitgekozen. Speed 78 was de enige nieuwe band in het gezelschap, hun enige album Skiffle zou echter pas in juni 1998 verschijnen. Op de plaat werden naast de zeven audiotracks ook nog de videoclips opgenomen van Everybody knows van Johan and Tremble forte van Daryll-Ann opgenomen. De plaat, die wel een officieel labelnummer meekreeg, werd enkel weggegeven bij Samson All Areas en verscheen niet los in de winkel.

## Nummers
1. Forever careless van Benjamin B
2. A proper line van Daryll-Ann
3. I took it home van Caesar
4. Sulphur van Simmer
5. Kisses suzuki van Scram C Baby
6. Swing van Johan
7. Change your mind van Speed 78